# Språkkunskapslag
Språkkunskapslagen eller Lag om de språkkunskaper som krävs av offentligt anställda (424/2003) är en allmän lag från 2003 som gäller språkkunskapskrav, i första hand kunskaper i finska och svenska, för anställda vid statliga och kommunala myndigheter och andra personer som sköter offentliga uppdrag i Finland.  Språkkunskapslagen har som syfte att säkerställa att de språkliga rättigheter som bestäms om i grundlagen och som preciserats i språklagen förverkligas också i praktiken.

## Bakgrund
Den första språkkunskapslagen i Finland (149/1922) trädde ikraft 1922 i samband med att Finland fick sin första språklag. Samtidigt som den nuvarande språklagen (423/2004) trädde ikraft år 2004, förnyades annan lagstiftning som har samband med den, inklusive språkkunskapslagen, som fick namnet lagen om de språkkunskaper som krävs av offentligt anställda. En stor förändring var att lagen inte längre tillämpades enbart på statstjänstemän, utan på alla offentligt anställda. I övrigt skedde ingen utvidgning av språkkunskapskraven; däremot eftersträvades bättre språkkunskaper hos den del av personalen som i praktiken utövar språklig service och att faktiska språkkunskaper beaktas bättre i fortsättningen, det vill säga att av anställda ska krävas sådana språkkunskaper som motsvarar de verkliga behoven.

## Tillämpningsområde
Språkkunskapslagen tillämpas vid statliga myndigheter, kommunala myndigheter, självständiga offentligrättsliga inrättningar, riksdagens ämbetsverk och republikens presidents kansli. Lagen tillämpas på tjänsteinnehavare, anställda i arbetsavtalsförhållande och visstidsanställda vid dessa myndigheter.

## Översikt av lagen
Enligt språkkunskapslagen är myndigheterna skyldiga att se till att deras personal har tillräckliga språkkunskaper för myndighetens uppgifter, vilket innebär att när myndigheter anställer ny personal ska de beakta hurdana språkkunskaper som krävs för arbetsuppgifterna. Språkkunskapskrav, såväl behörighetsvillkor som gäller språk som språkkunskaper som förutsätts i arbetet samt språkkunskaper som räknas som merit, ska anges i anställningsannonsen. Myndigheterna är skyldiga att se till att den som anställs har tillräckliga språkkunskaper för sina uppgifter och ska sålunda kontrollera den sökandes språkkunskaper, exempelvis med hjälp av intyg. För att säkerställa att den sökandes faktiska språkkunskaper är tillräckliga kan kontroll vid anställningsintervjun dessutom vara nödvändig. Myndigheterna ska också säkerställa att personalens språkkunskaper upprätthålls, exempelvis genom utbildning.
I lagen bestäms också på vilka sätt behörighetsvillkor som gäller språkkunskaper ska fastställas. För statsanställda kan behörighetsvillkor som gäller språkkunskaper endast fastställas genom lag eller förordning. Särskilda behörighetsvillkor som gäller kunskaper i finska och svenska ska fastställas om det till uppgiften hör betydande utövning av offentlig makt. Lagen innehåller fastställda behörighetsvillkor i finska och svenska för statsanställda för vilka högskoleexamen är enligt lag eller förordning behörighetsvillkor. För sådana anställningar krävs vid tvåspråkiga myndigheter utmärkta muntliga och skriftliga kunskaper i befolkningsmajoritetens språk inom myndighetens ämbetsdistrikt samt nöjaktiga muntliga och skriftliga kunskaper i det andra inhemska språket. Vid enspråkiga myndigheter krävs utmärkta muntliga och skriftliga kunskaper i myndighetens språk samt nöjaktig förmåga att förstå det andra språket för anställda för vilka högskoleexamen är behörighetsvillkor.
Enligt lagen kan kommunerna själva fastställa behörighetsvillkor beträffande språkkunskaper för sina anställda i enlighet med sin kommunala självstyrelse om inte det finns särskilda bestämmelser i lag eller förordning. I exempelvis lagstiftningen om undervisningen finns fastställda behörighetsvillkor för undervisningspersonalen på kommunal nivå som kommunen är skyldig att följa. Även självständiga offentligrättsliga inrättningar kan fastställa behörighetsvillkor beträffande språkkunskaper för sin personal om det inte finns särskilda bestämmelser i lag eller förordning.
I språkkunskapslagen finns också bestämmelser om examina i finska och svenska för statsförvaltningen. Kunskaper i finska och svenska kan visas genom språkexamina för statsförvaltningen. Nivåerna är utmärkta, goda och nöjaktiga kunskaper. Språkkunskaper kan också visas genom allmänna språkexamina och i samband med studier, vilket regleras närmare i statsrådets förordning om bedömning av kunskaper i finska och svenska inom statsförvaltningen (481/2003).

### Fotnoter
1. ↑  ”Lag om de språkkunskaper som krävs av offentligt anställda”. Kommunarbetsgivarna. 14 november 2003. http://www.kommunarbetsgivarna.fi/sv/aktuellt/cirkular/2003/Sidor/3203-Lag-om-de-sprakkunskaper-som-kravs-av-offentligt-anstallda.aspx. Läst 5 oktober 2014.
2. ↑  Justitieministeriet (2003): Språklagen. Särtryck. Publikation 2004:2, sid 106.
3. ↑  Justitieministeriet (2001): Ny språklag. Språklagskommitténs betänkande 2001:3, sid. 34, 154.
4. 1 2  Justitieministeriet (2004): Språklagen. "Broschyr om språklagen" Arkiverad 10 oktober 2014 hämtat från the Wayback Machine. Uppdaterad 27 augusti 2009. Läst 6 oktober 2014.
5. ↑  "Förordning om behörighetsvillkor för personal inom undervisningsväsendet (986/1998)" Finlex webbplats.
6. ↑  "Statsrådets förordning om bedömning av kunskaper i finska och svenska inom statsförvaltningen (481/2003)" Arkiverad 21 augusti 2019 hämtat från the Wayback Machine. Finlex webbplats.